# Henryk Cieśluk
Henryk Cieśluk (ur. 8 grudnia 1906 w Łomży, zm. 24 stycznia 2002) – polski działacz partyjny i państwowy, prawnik, sędzia Najwyższego Trybunału Narodowego. W latach 1952–1956 wiceminister sprawiedliwości, w latach 1982–1989 członek Trybunału Stanu.

## Życiorys
Syn Adama i Anny. W 1937 ukończył studia prawnicze na Uniwersytecie Warszawskim, od 1938 do 1939 był pracownikiem umysłowym w Ubezpieczalni Społecznej w Ciechanowie. Przed wojną działał w Komunistycznym Związku Młodzieży Polski i Komunistycznej Partii Polski (był m.in. członkiem jej komitetu okręgowego i dzielnicowego w Łomży). Od 1930 do 1931 przebywał w więzieniu. W latach 20. wraz z bratem Wacławem był jednym z założycieli pierwszego cywilnego klubu w rodzinnym mieście, ŁKS 1926 Łomża; zasiadł w jego zarządzie, a później był honorowym prezesem.
Po wybuchu wojny w 1939 zmobilizowany do 36 pp. Dostał się do niewoli, następnie uciekł z niej do Łomży, gdzie pracował w spółdzielczości. Został przewodniczącym Komisji Rewizyjnej „Obłpotrebsojuz” w Białymstoku. Pod przybranym nazwiskiem Zeclak razem z żoną Marią pracował jako robotnik w majątkach rolnych Werdomicze i Kwatery na Białorusi. W 1944 w szeregach Armii Czerwonej walczył w okolicach Wołkowyska i Białegostoku. W 1944 został szefem Prokuratury Specjalnego Sądu Karnego w Lublinie jako pierwszy prokurator w powszechnym wymiarze sprawiedliwości mianowanym przez Prezydium KRN. Był głównym oskarżycielem w pierwszym procesie przeciwko zbrodniarzom hitlerowskim z załogi SS na Majdanku. W latach 1945–1946 prezes Specjalnego Sądu Karnego w Warszawie z siedzibą w Łodzi. W 1946 powołany na stanowisko sędziego Najwyższego Trybunału Narodowego. W latach 1947–1949 prezes Sądu Okręgowego w Łodzi, w latach 1949–1953 szef Prokuratury Wojewódzkiej w Poznaniu. Działał w PPR (m.in. delegat na I Zjazd PPR w grudniu 1945), później w PZPR. Obejmował też stanowiska wiceszefa Delegatury Komisji Specjalnej do Walki z Nadużyciami i Szkodnictwem Gospodarczym w Łodzi oraz szefa Komisji Upaństwowienia Przedsiębiorstw w Łodzi.
W latach 50. pracował w Ministerstwie Sprawiedliwości jako dyrektor wydziału, wicedyrektor sekcji tajnej, odpowiadał m.in. za specjalny tryb rozpraw karnych. Od grudnia 1952 do kwietnia 1956 podsekretarz stanu w resorcie sprawiedliwości, od 1957 do 1961  radca ds. prawnych ministra w Ministerstwie Handlu Wewnętrznego, później od czerwca 1961 do sierpnia 1972 zastępca prokuratora generalnego. W latach 1952–1954 członek Komisji Kodyfikacyjnej Prawa Karnego oraz  Komisji Wymiaru Sprawiedliwości, Bezpieczeństwa i Porządku Publicznego przy Wydziale Administracyjnym KC PZPR. Od 1980 do 1981 wchodził w skład Centralnej Komisji Kontroli Partyjnej KC PZPR. Od 1982 do 1989 był członkiem Trybunału Stanu I i II kadencji. Wchodził w skład władz m.in. Polskiego Związku Łowieckiego i Towarzystwa Przyjaciół Ziemi Łomżyńskiej.
Został pochowany na Cmentarzu Wojskowym na Powązkach.

## Odznaczenia
Odznaczony Złotym Krzyżem Zasługi (dwukrotnie, w 1947 i 1952) oraz Krzyżem Walecznych (1946).